# Igualtat de justícia sota la llei

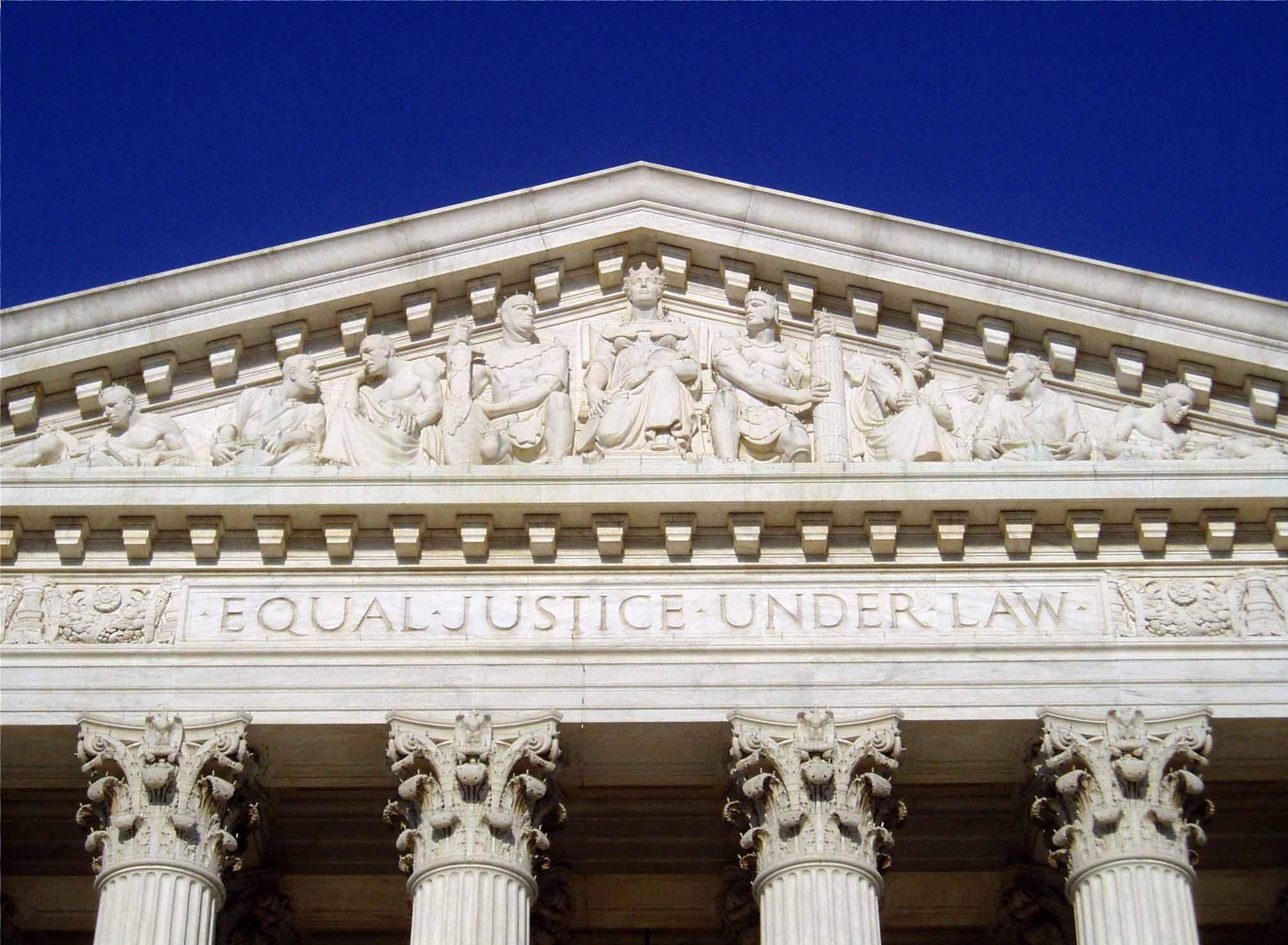
La façana de l'edifici del Tribunal Suprem dels Estats Units, que inclou el frontó amb la inscripció.

Igualtat de justícia sota la llei (en anglès, Equal justice under law) és una frase esculpida a la façana de l'edifici del Tribunal Suprem dels Estats Units a Washington DC. Aparentment aquesta frase va ser encunyada per primera vegada el 1932 per l'estudi d'arquitectura que va dissenyar l'edifici. Posteriorment el jutge president Charles Evans Hughes va aprovar aquesta inscripció, igual que ho va fer la Comissió de l'edifici de la Cort Suprema dels Estats Units que presidia Hughes. El director de l'estudi d'arquitectura que va inventar la frase era Cass Gilbert.
Les paraules Equal Justice Under Law aparentment parafrasejar una expressió prèvia del Jutge President Melville Fuller. El 1891, en el cas Caldwell versus Texas, Fuller va escriure amb relació a la catorzena esmena el següent:
A la Catorzena Esmena els poders dels Estats pel que fa a ocupar-se del crim dins de les seves fronteres no es troben limitats, però cap Estat pot privar a individus o classes de persones d'una justícia igual i imparcial sota la llei.137 U.S. 692 (1891).
Ni aquesta frase completa i ni tan sols les últimes set paraules, cabrien en un frontó o arquitrau de l'edifici de la Cort Suprema dels Estats Units, la qual cosa explica la necessitat dels arquitectes per tractar d'escurçar l'expressió. En els anys que han transcorregut des que Fuller va escriure aquestes paraules, la Cort Suprema ha decidit que la Catorzena Esmena, i en especial el seu Clàusula de procés degut, en realitat limiten els poders dels Estats per ocupar-se del crim.

## L'oració funerària de Pèricles

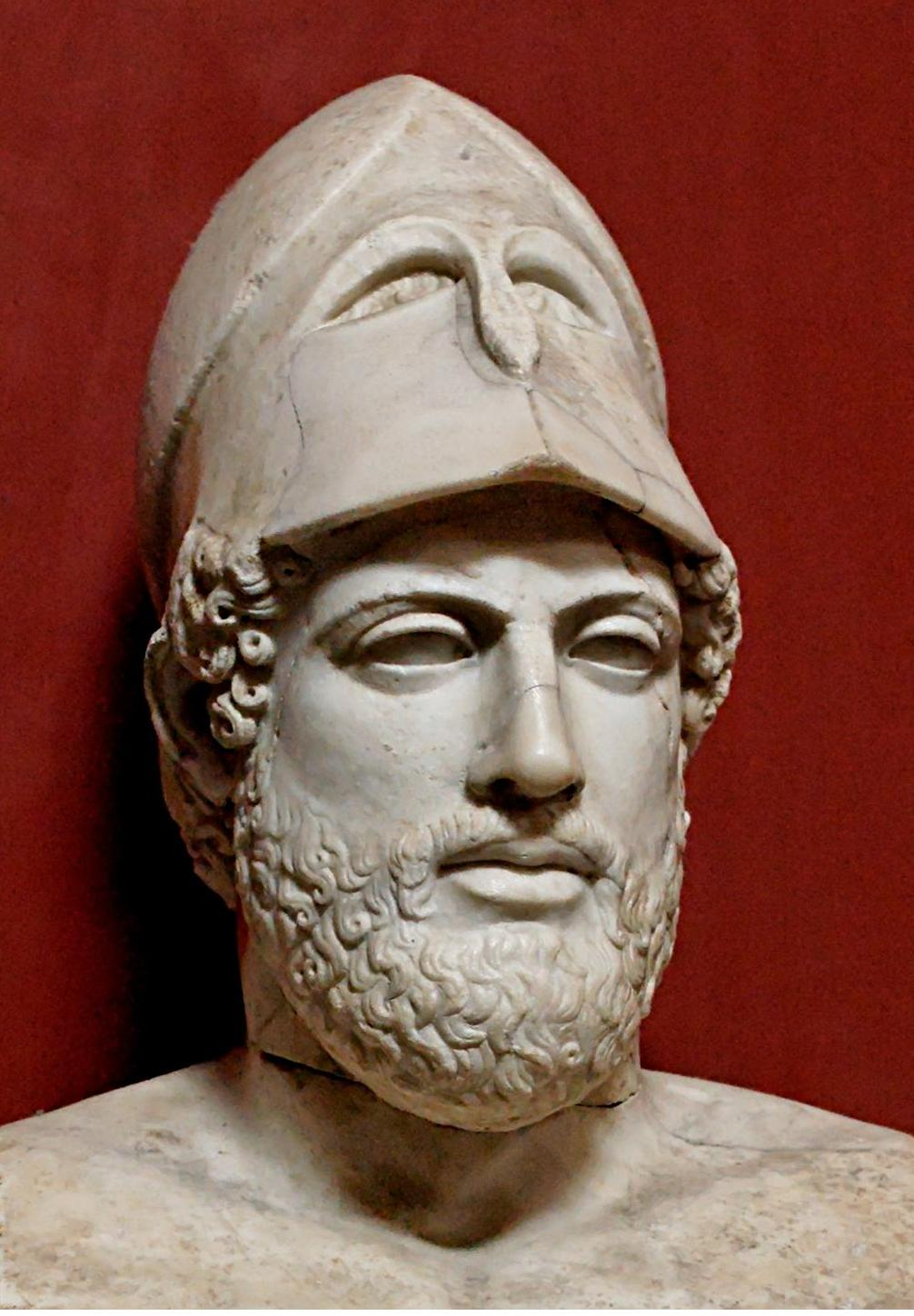
Bust de Pèricles, còpia romana d'un original grec (cap al 430 aC)

Si més no el terme "justícia igual" es remunta a les albors de la civilització occidental. En la seva oració funerària del 430 aC, El líder atenenc Pèricles va discutir sobre aquest concepte. Per aquest motiu, el Jutge President Fuller de cap manera estava obrint un camí verge al referir-se a una "justícia igual i imparcial sota la llei" a Caldwell versus Texas. Hi ha diverses traduccions rellevants a l'anglès (i al català) d'aquest passatge de l'oració funerària de Pèricles, tres dels quals es citen a continuació.
- A continuació Pèricles discuteix sobre "igualtat de justícia" segons la traducció obtinguda de la versió anglesa de Richard Crawley el 1874:

La nostra constitució no és còpia de les lleis dels nostres estats veïns; som nosaltres més aviat un exemple per a altres més que ser imitadors. La seva administració afavoreix a molts més que a uns pocs, aquesta és la raó per la qual és anomenada democràcia. Si observem les lleis, les mateixes brinden igualtat de justícia per a tots en les seves diferències privades, si no es té renom social, el progrés en la vida pública es limita a la reputació que estableix la capacitat, no es permet que consideracions de classe interfereixin amb el mèrit, ni tampoc la pobresa entorpeix el procés, si un home és capaç de servir a l'estat, ell no és relegat per la foscor de la seva condició.
- A continuació Pèricles discuteix sobre la "igualtat de justícia" segons la traducció de la versió anglesa de Benjamin Jowett del 1881:

La nostra forma de govern no competeix amb les institucions d'altres. Nosaltres no copiem als nostres veïns, sinó que som un exemple per a ells. És veritat que som anomenats una democràcia, perquè l'administració es troba en mans de molts i no d'uns pocs. Però mentre que la llei assegura la igualtat de justícia per a tots en la mateixa mesura que en les seves disputes privades, també es reconeix l'excel·lència, i quan un ciutadà es distingeix per qualsevol raó, ell és preferit per al servei públic, no com un privilegi, sinó com un premi pels seus mèrits. Tampoc és la pobresa un impediment, es pot beneficiar al seu país sense importar com sigui de fosca la seva condició.
- I a continuació Pèricles discuteix sobre la "igualtat de justícia" segons la traducció de la versió de Rex Warner el 1954:

La nostra forma de govern no rivalitza amb les institucions d'altres. El nostre govern no copia als nostres veïns, sinó que per contra és un exemple per a ells. És cert que la nostra forma de govern és anomenada democràcia, ja que l'administració es troba en les mans de molts i no d'uns pocs. Però encara hi ha igualtat de justícia per a tots i en igual mesura en les seves disputes privades, l'excel·lència també és reconeguda; i quan un ciutadà és distingit de qualsevol manera, ell és preferit per al servei públic, no com un privilegi, sinó com un premi per la seva mèrit. Tampoc la pobresa és un obstacle, ja que un home pot beneficiar al seu país per més que la seva condició sigui summament incerta.
L'oració funerària de Pèricles va ser publicada a la Història de la guerra del Peloponès de Tucídides, de la qual hi ha diverses traduccions.